# Gran Premi de l'Argentina del 1973
Resultats del Gran Premi de l'Argentina de Fórmula 1 de la temporada 1973, disputat al circuit Oscar Alfredo Galvez de Buenos Aires, el 28 de gener del 1973.

## Resultats
| Pos | No | Pilot                | Equip               | Voltes | Temps/ Retirada  | Pos. de sortida | Punts |
| --- | -- | -------------------- | ------------------- | ------ | ---------------- | --------------- | ----- |
| 1   | 2  | Emerson Fittipaldi   | Lotus - Ford        | 96     | 1h 56' 18. 2     | 2               | 9     |
| 2   | 8  | François Cevert      | Tyrrell - Ford      | 96     | + 4.69 s         | 6               | 6     |
| 3   | 6  | Jackie Stewart       | Tyrrell - Ford      | 96     | + 33.19 s        | 4               | 4     |
| 4   | 18 | Jacky Ickx           | Ferrari             | 96     | + 42.57 s        | 3               | 3     |
| 5   | 14 | Denny Hulme          | McLaren - Ford      | 95     | + 1 Volta        | 8               | 2     |
| 6   | 12 | Wilson Fittipaldi    | Brabham - Ford      | 95     | + 1 Volta        | 13              | 1     |
| 7   | 32 | Clay Regazzoni       | BRM                 | 93     | + 3 Voltes       | 1               |       |
| 8   | 16 | Peter Revson         | McLaren - Ford      | 92     | + 4 Voltes       | 11              |       |
| 9   | 20 | Arturo Merzario      | Ferrari             | 92     | + 4 Voltes       | 14              |       |
| 10  | 22 | Mike Beuttler        | March - Ford        | 90     | Suspensions      | 18              |       |
| Ret | 24 | Jean Pierre Jarier   | March - Ford        | 84     | Radiador         | 17              |       |
| Ret | 30 | Jean Pierre Beltoise | BRM                 | 79     | Motor            | 7               |       |
| NC  | 38 | Howden Ganley        | Iso Marlboro - Ford | 79     | No classificat   | 19              |       |
| Ret | 4  | Ronnie Peterson      | Lotus - Ford        | 67     | Pressió de l'oli | 5               |       |
| Ret | 34 | Niki Lauda           | BRM                 | 66     | Pressió de l'oli | 13              |       |
| Ret | 10 | Carlos Reutemann     | Brabham - Ford      | 16     | Caixa canvi      | 9               |       |
| Ret | 26 | Mike Hailwood        | Surtees - Ford      | 10     | Part mecànica    | 10              |       |
| Ret | 28 | Carlos Pace          | Surtees - Ford      | 10     | Suspensions      | 15              |       |
| Ret | 36 | Nanni Galli          | Iso Marlboro - Ford | 0      | Motor            | 16              |       |

## Altres
- Pole: Clay Regazzoni 1' 10. 54

- Volta ràpida: Emerson Fittipaldi 1' 11. 220 (a la volta 79)